# 桃色血案
《桃色血案》（英語：Anatomy of a Murder）是一部1959年美国庭审电影，由奥托·普雷明格导演，温德尔·梅斯编剧。影片的剧本改编自同名畅销小说，小说作者约翰·D·沃尔科是在密歇根最高法院工作的律师。本片主演为詹姆斯·史都華、丽·莱米克、本·加萨拉、喬治·斯科特、伊芙·阿登和凯瑟琳·格兰特等。该片是最早用较大尺度词汇来探讨强奸话题的主流好莱坞电影之一，索爾·巴斯为其设计了广受赞誉的片头，爵士乐乐手艾靈頓公爵创作了配乐并客串了一个角色。这部电影获得了多项奥斯卡提名，被一位法学教授称为“也许是史上最好的纯庭审电影”。2012年，该片因其在“文化、历史和审美方面的显著成就”，被美国国会图书馆列入国家电影登记部下属的国家电影保存委员会保护电影名单。

## 剧情梗概
在密西根上半島，小镇律师保罗·比格勒（Paul Biegler，詹姆斯·史都華饰）曾是地方检察官，改选时落选后沉迷钓鱼和弹钢琴。他常和酒鬼朋友兼同事帕内尔·麦卡锡（Parnell McCarthy，亚瑟·奥康纳饰）与秘书梅达（Maida，伊芙·阿登饰）一起消磨时间。一天，比格勒接到劳拉·曼尼恩（Laura Manion，丽·莱米克饰）的电话。她的丈夫是美军中尉弗里德里克·“曼尼”·曼尼恩（Frederick "Manny" Manion，本·加萨拉饰），他因枪杀客栈老板巴尼·奎尔被控一等谋杀罪。他承认罪行，但声称奎尔之前强奸了他的妻子。比格勒接下案子，试图用精神障碍辩护。地方检察官得到从检察长办公室调来的控方律师克劳德·唐瑟（Claude Dancer，喬治·斯科特饰）的大力协助。控辩双方在庭上激烈交锋。最终，陪审团宣布曼尼恩因“暂时精神失常”而无罪。第二天，比格勒和麦卡锡去曼尼恩的住处让他在本票上签字，却发现他已搬走，只留给了他们一张字条。

## 故事原型
1952年7月31日，中尉科尔曼·A·彼得森（Lt. Coleman A. Peterson）在密歇根大海湾地区（Big Bay）枪杀了莫里斯·切诺韦思（Maurice Chenoweth）。沃尔科在几天后成为了该案的辩护律师。庭审于同年9月15日开始，检察长助理来到当地协助控方律师爱德华·托马斯（Edward Thomas）。沃尔科用了精神障碍辩护中的罕见理由“无法抑制的冲动”，这一理由上次在密歇根使用还要追溯到1886年。9月23日，陪审团考虑了4个小时后判决被告因精神错乱无罪。两天后，彼得森在精神医师检查判定神智正常后被释放。彼得森和妻子在审判结束后很快离了婚。

## 演員
- 詹姆斯·史都華 飾 Paul Biegler
- 丽·莱米克 飾 Laura Manion
- 本·加萨拉（英语：Ben Gazzara） 飾 Lt. Frederick Manion
- 阿瑟·奧康納（英语：Arthur O'Connell） 飾 Parnell Emmett McCarthy
- 伊芙·阿登 飾 Maida Rutledge
- 凯瑟琳·格兰特（英语：Kathryn Crosby） 飾 Mary Pilant
- 喬治·斯科特 飾 Asst. State Atty. Gen. Claude Dancer
- Orson Bean（英语：Orson Bean） 飾 Dr. Matthew Smith
- Russ Brown（英语：Russ Brown (actor)） 飾 George Lemon
- 莫瑞·漢密爾頓（英语：Murray Hamilton） 飾 Alphonse Paquette
- Brooks West 飾 Dist. Atty. Mitch Lodwick
- 肯·林奇（英语：Ken Lynch） 飾 Det. Sgt. James Durgo
- John Qualen（英语：John Qualen） 飾 Deputy Sheriff Sulo
- Howard McNear（英语：Howard McNear） 飾 Dr. Dompierre
- Emily Eby 飾 Mrs. Welbourne
- Alexander Campbell 飾 Dr. W. Gregory Harcourt
- 吉米·康林（英语：Jimmy Conlin） 飾 Clarence Madigan
- Joseph Kearns（英语：Joseph Kearns） 飾 Lloyd Burke
- Joseph N. Welch（英语：Joseph N. Welch） 飾 Judge Weaver
- 艾靈頓公爵 飾 "Pie-Eye"

## 反响
电影中的言辞在当时被视为出格，使芝加哥市长和警务处长非常反感。因此，该片在这个天主教影响深重的城市短暂遭禁。导演兼制片人普雷明格在伊利诺伊州联邦法院提出异议后，市长的决定被撤销了，影片得以放映。法庭认为该片中的语言在影片的上下文中是真实合理的。
这部电影在法律和教育界收到良好反响。1989年，美国律师协会将其列为史上最佳12部庭审电影之一，评价道：“该片真正的亮点是它展现了合理辩护是如何在一个困难案例中发展的。有多少庭审电影敢花那么多时间拍律师最常做（但最不喜欢做）的事——搜集资料？”该片也在法学院中被用作教学片例，因为它涵盖了美国刑事制度中（被告角度）一场审讯的基本流程，从会见委托人到庭上的交叉质询等。
该片在烂番茄网站上获得了100%的新鲜度，42位影评人打出的平均分为8.6/10。

## 荣誉
| 奖项名称       | 奖项             | 获奖或提名者            | 结果 |
| -------------- | ---------------- | ----------------------- | ---- |
| 奥斯卡金像奖   | 最佳影片         | 奥托·普雷明格           | 提名 |
| 奥斯卡金像奖   | 男主角           | 詹姆斯·史都華           | 提名 |
| 奥斯卡金像奖   | 男配角           | 亚瑟·奥康纳 喬治·斯科特 | 提名 |
| 奥斯卡金像奖   | 摄影（黑白电影） | 山姆·莱维特             | 提名 |
| 奥斯卡金像奖   | 剪辑             | 路易斯·R·吕弗勒         | 提名 |
| 奥斯卡金像奖   | 改编剧本         | 温德尔·梅斯             | 提名 |
| 威尼斯电影节   | 男演员           | 詹姆斯·史都華           | 獲獎 |
| 英国电影学院奖 | 最佳影片         | 奥托·普雷明格           | 提名 |
| 英国电影学院奖 | 最佳外国男演员   | 詹姆斯·史都華           | 提名 |
| 英国电影学院奖 | 最有前途新人     | 约瑟夫·N·韦尔奇         | 提名 |
| 紐約影評人協會 | 男主角           | 詹姆斯·史都華           | 獲獎 |
| 紐約影評人協會 | 剧本             | 温德尔·梅斯             | 獲獎 |

| 排行榜                            | 评选人       | 排名 |
| --------------------------------- | ------------ | ---- |
| AFI十大類型十大佳片（法庭剧情类） | 美国电影学会 | 7    |